# Acidava

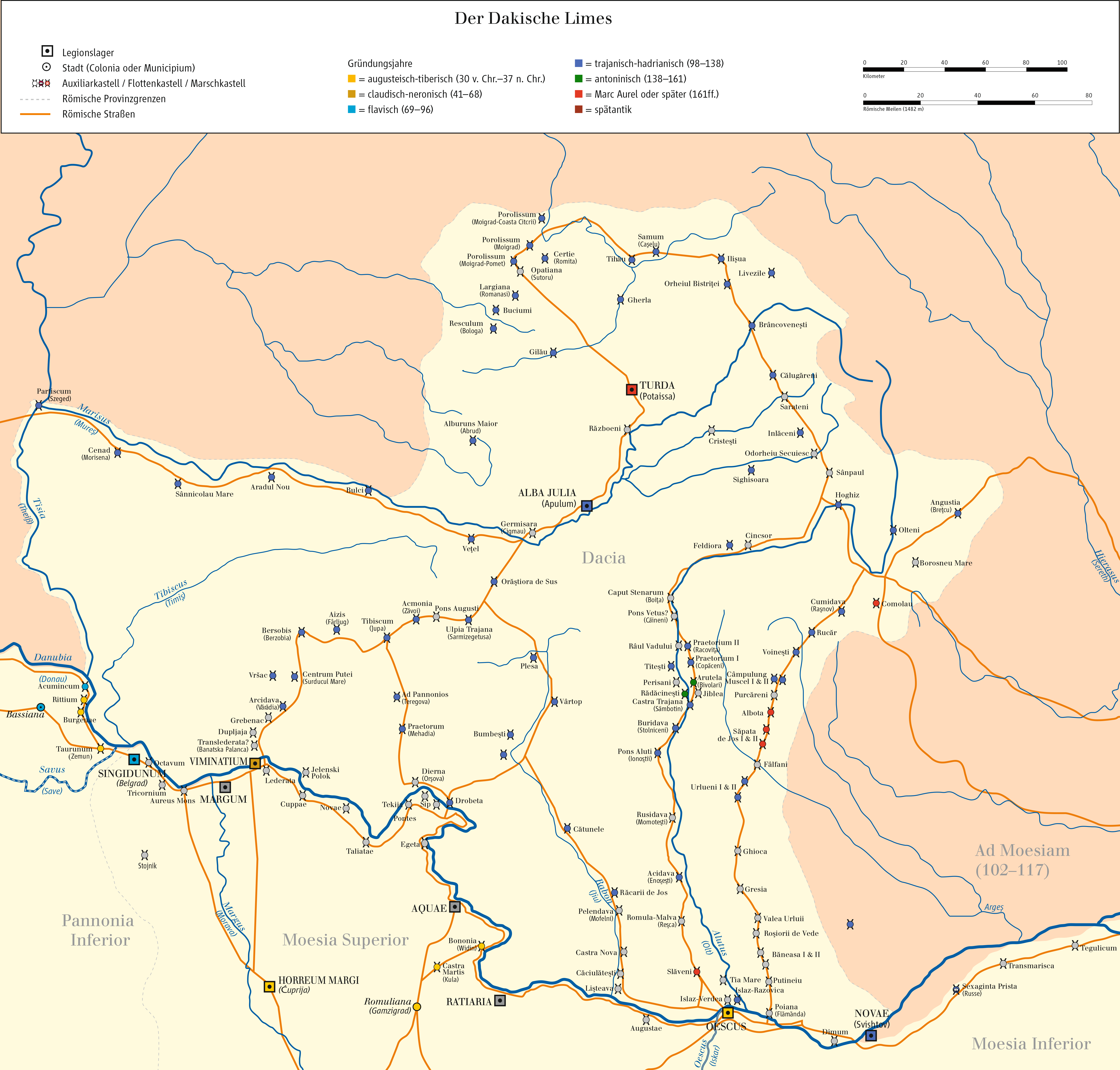
Acidava im Verlauf der dakischen Limites

Acidava, das Kastell Enoșești, war ein ehemaliges römisches Hilfstruppenlager auf dem Gebiet des zur Stadt Piatra-Olt gehörenden Dorfes Enoșești im Kreis Olt, in der rumänischen Region Kleine Walachei. In antiker Zeit war es Bestandteil des Limes Alutanus und gehörte administrativ zur Provinz Dacia inferior, später zur Dacia Malvensis.

## Lage
Acidava findet sich bereits auf der Tabula Peutingeriana verzeichnet. In antiker Zeit oblag der Kastellbesatzung die Aufgabe, die parallel des Olt (röm. Alutus) verlaufende Fernstraße zu überwachen.
Im modernen Siedlungsbild befindet sich das heutige Bodendenkmal in der Flur Cetate a lui Traian (Trajansfestung), knapp 3,5 km westlich des Olt auf landwirtschaftlich genutzten Flächen des Dorfes Enoșești, östlich außerhalb von dessen Bebauung und rund 200 Meter nördlich der Strada Măricești, die nach Criva führt. Topographisch liegt es am Ende eines Höhenrückens, der sich rund 20 Meter über das Tal des Oltișor, eines rechten Nebenflusses des Olt, erhebt.
Von den römischen Relikten ist im Gelände nichts mehr zu sehen, insbesondere auch, weil weite Bereiche des Kastellgeländes durch Eisenbahnbauarbeiten zerstört worden sind. Lediglich ein Teil der Südseite des Lagers blieb unbeschädigt.

## Archäologische Befunde
Größere systematische Ausgrabungen wurden bislang nicht durchgeführt, lediglich einige Sondierungsgrabungen wurden 1977 vorgenommen. Dabei konnten zwei Bauphasen ermittelt werden:
- Bereits in der frühen Phase der Okkupation war ein Holz-Erde-Lager unbestimmter Größe errichtet worden.
- In hadrianischer Zeit wurde das Holz-Erde-Lager durch ein vermutlich quadratisches Steinkastell mit einer angenommenen Seitenlänge von 60 Metern ersetzt.[5][6]

Es wird vermutet, dass das 40 Meter quadratische Steinkastell in die vier Himmelsrichtungen orientiert war. Bewehrt war es von einer 1,0 m bis 1,8 m mächtigen Ziegelsteinmauer, vor der der ein 16 m breiter und 3,0 m tiefer Graben verlief.
Als Stammeinheit des Lagers wird die Cohors I Flavia Commagenorum angesprochen. Es finden sich aber auch Inschriften der Cohors I Thracum in Enoșești.
Nordwestlich des Lagers erstreckte sich der Auxiliarvicus. Ein Vicus war eine zivile Siedlung, die bei nahezu jedem römischen Militärlager anzutreffen ist und in der sich die Wohnquartiere der Angehörigen von Soldaten, der Veteranen, Handwerker, Händler, Schankwirte, Prostituierten und anderer Dienstleister befanden.

## Fundverbleib und Denkmalschutz
Die Aufbewahrung des Fundmaterials aus Acidava erfolgt im Muzeul Militar Național (Nationales Militärmuseum) in Bukarest und zum Teil auch im Muzeul Județean Olt der Kreishauptstadt Slatina.
Die gesamte archäologische Stätte und im Speziellen das Kastell stehen nach dem 2001 verabschiedeten Gesetz Nr. 422/2001 als historische Denkmäler unter Schutz. Es ist unter der Nummer 128114.06 in das Repertoriul Arheologic Național (Nationales Archäologisches Verzeichnis)  eingetragen. Zuständig sind das Ministerium für Kultur und nationales Erbe (Ministerul Culturii și Patrimoniului Național), insbesondere das Generaldirektorat für nationales Kulturerbe, die Abteilung für bildende Kunst, die Nationale Kommission für historische Denkmäler sowie weitere, dem Ministerium untergeordnete Institutionen. Ungenehmigte Ausgrabungen sowie die Ausfuhr von antiken Gegenständen sind in Rumänien verboten.